# لوماري سبخي
لوماري سبخي (الاسم العلمي:Lomariopsis palustris) هو نوع من النبات يتبع جنس اللوماري من الفصيلة اللومارية.